# Thần tượng K-pop
Thần tượng (tiếng Hàn: 아이돌; Romaja: Aidol), trong văn hóa người hâm mộ ở Hàn Quốc, được dùng để chỉ một người nổi tiếng hoạt động trong lĩnh vực K-pop, với tư cách là thành viên của nhóm nhạc hoặc hoạt động đơn lẻ. Thần tượng K-pop có đặc điểm là hệ thống được sản xuất và ra mắt dưới sự sản xuất của công ty, cũng như xu hướng đại diện cho sự hội tụ kết hợp giữa hình ảnh, âm nhạc, thời trang và vũ đạo. Họ thường làm việc cho một công ty giải trí chính quy và đã trải qua quá trình đào tạo chuyên sâu về vũ đạo, thanh nhạc và ngoại ngữ. Các thần tượng duy trì hình ảnh trước công chúng và sự hiện diện trên mạng xã hội, đồng thời dành thời gian và nguồn lực đáng kể để xây dựng mối quan hệ với người hâm mộ thông qua các buổi hòa nhạc và buổi gặp mặt.

## Tổng quan

### Hệ thống đào tạo

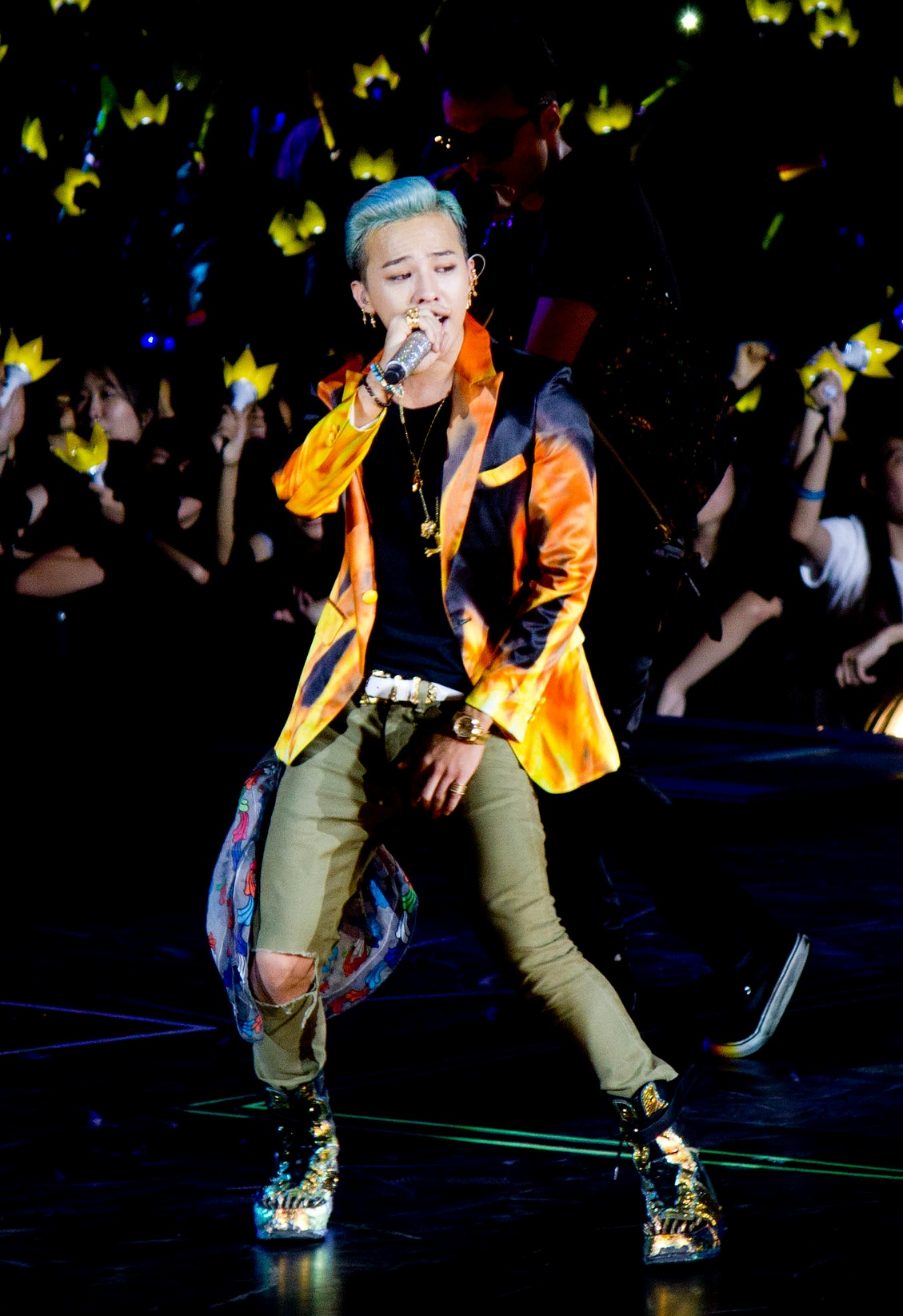
Thành viên của nhóm Big Bang, ca sĩ, nhạc sĩ diễn đơn, rapper và nhà sản xuất G-Dragon là một trong những thần tượng K-pop có thu nhập cao nhất trong ngành công nghiệp giải trí Hàn Quốc.

Vào cuối thập niên 1990, các công ty quản lý tài năng bắt đầu quảng bá các ngôi sao K-pop bằng cách triển khai mô hình kinh doanh thần tượng được sử dụng trong J-pop. Hàng trăm ứng cử viên mỗi ngày tham dự các buổi thử giọng trên toàn cầu do các hãng giải trí Hàn Quốc tổ chức để thực hiện cơ hội trở thành thực tập sinh. Các cuộc thử giọng bao gồm các buổi thử giọng công khai và thử giọng kín. Những người khác được tuyển trên đường phố hoặc thị sát mà không có thử giọng, dựa trên ngoại hình hoặc tài năng tiềm năng. Những người thành công vượt qua giai đoạn thử giọng này được ký hợp đồng dài hạn với công ty giải trí. Không có giới hạn độ tuổi để trở thành một thực tập sinh; do đó không phải là hiếm đối với các học viên, những thần tượng xuất hiện thậm chí rất trẻ.

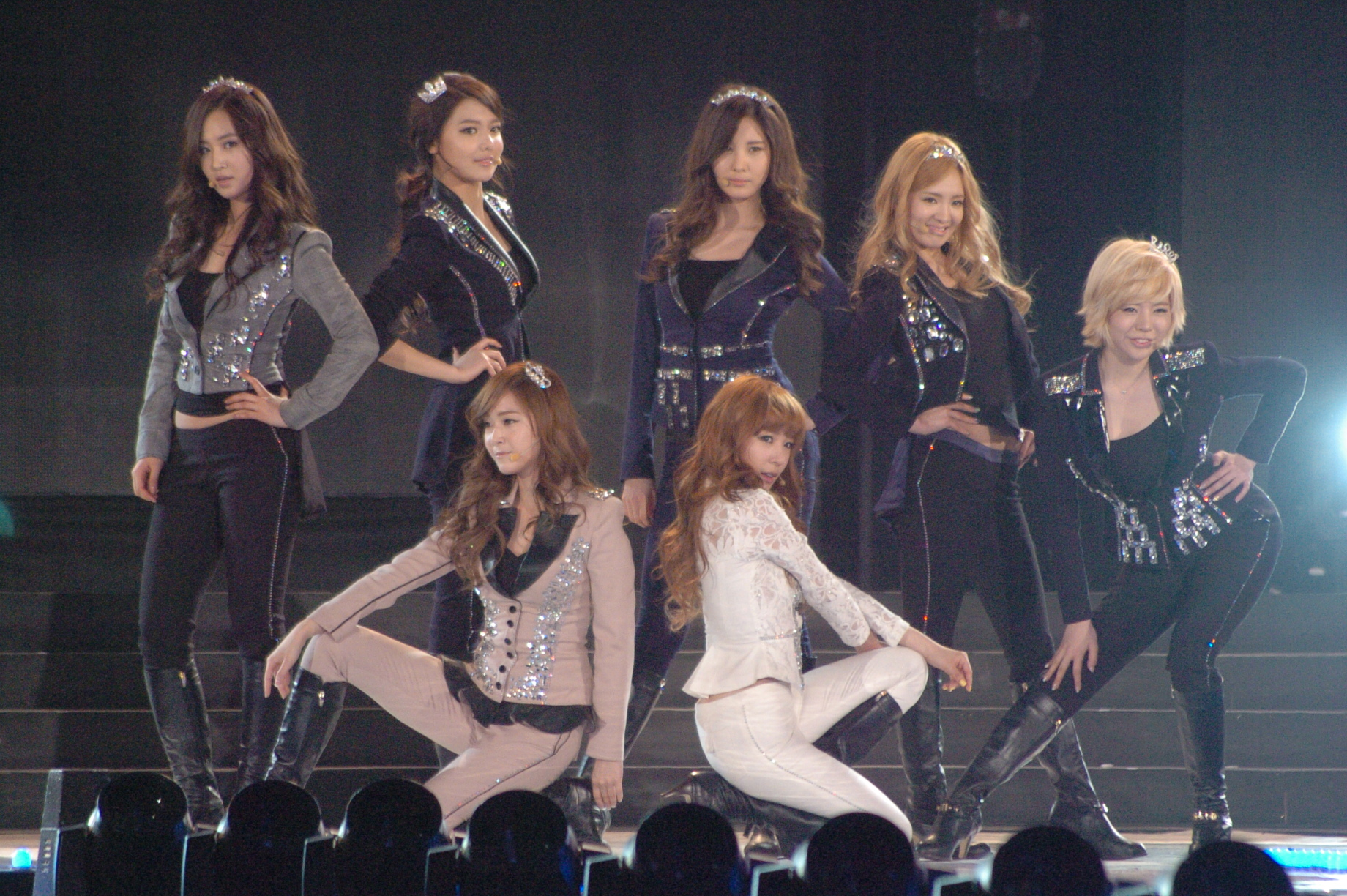
Nhóm nhạc thần tượng Girls' Generation, ký hợp đồng với SM Entertainment.

Quá trình đào tạo kéo dài trong một khoảng thời gian không giới hạn từ vài tháng đến nhiều năm, thường bao gồm các lớp học hát, nhảy và ngôn ngữ trong khi sống chung với các học viên khác, đôi khi đi học cùng một lúc mặc dù có một số học viên bỏ học để tập trung vào nghề nghiệp như một thần tượng. Toàn bộ quá trình này có thể bao gồm "thị sát, thử giọng, đào tạo, tạo kiểu, sản xuất và quản lý", lần đầu tiên tạo H.O.T, một nhóm nhạc nam của SM Entertainment vào cuối những năm 1990. Trong số các học viên trong cùng một công ty, cơ chế loại trừ quyết định ai sẽ tìm được cơ hội ở lại trong "ký túc xá của công ty" và tiếp tục tranh đấu cho mục tiêu cuối cùng là ra mắt nhóm nhạc thần tượng mới. Trong khi những người không thể cho công ty của họ thấy tiềm năng rằng họ có thể trở thành một nghệ sĩ thần tượng sẽ không thể ở lại công ty nữa. Một khi một học viên vào hệ thống, họ bị ràng buộc bởi quy định khắt khe từ cuộc sống cá nhân (ví dụ như hẹn hò) đến rèn luyện cơ thể và ngoại hình, v.v... Toàn bộ hệ thống đào tạo là để tồn tại quá trình đào tạo và điều tiết của các công ty, theo cách nào đó tài năng của một người không đóng một vai trò tương đối quan trọng trong việc sản xuất thần tượng K-pop.
Việc đầu tư vào một học viên tiềm năng có thể tốn kém. Vào năm 2012, The Wall Street Journal báo cáo rằng chi phí đào tạo một thành viên của nhóm Girls' Generation của SM Entertainment là 3 triệu đô la Mỹ.
Hệ thống học viên K-pop đã được phổ biến bởi ông Lee Soo-man, người sáng lập công ty giải trí SM Entertainment, như là một phần của một khái niệm được gắn mác công nghệ văn hóa. Là một quá trình độc đáo, hệ thống học viên thần tượng K-pop đã bị chỉ trích bởi các phương tiện truyền thông phương Tây. Cũng có những ý nghĩa tiêu cực về thần tượng âm nhạc Hàn Quốc độc lập và thế giới ngầm của các hãng giải trí.

### Hình ảnh cá nhân
Khi thực tập sinh cuối cùng được chọn để ra mắt trong các nhóm nhạc mới, họ sẽ phải đối mặt với một cuộc sống mới về tính cách do công ty tạo ra để phục vụ thị trường giải trí. Mỗi thành viên của một nhóm nhạc thần tượng có hình ảnh của riêng mình và do đó một phần quan trọng trong nhiệm vụ công việc của họ là duy trì tính cách đó. Một cách để xây dựng hình ảnh của các nhóm nhạc thần tượng là thông qua các cơ quan truyền thông xã hội với nội dung được công ty đảm bảo duy trì tính nhất quán của các đặc điểm này.

### Mối quan hệ với người hâm mộ
Mối quan hệ giữa thần tượng K-pop và người hâm mộ của họ có thể được mô tả là "gia đình thân thiết", có nghĩa là thay vì chỉ đơn giản là chiêm ngưỡng các thần tượng, người hâm mộ tạo ra một kết nối gia đình với thần tượng của họ. Người tạo điều kiện cho mối quan hệ này có thể là công ty sản xuất hoặc cộng đồng người hâm mộ thông qua nhiều cách khác nhau như dịch vụ mạng xã hội, trang web của người hâm mộ, cuộc gặp mặt trong những dịp như buổi hòa nhạc hoặc buổi họp mặt người hâm mộ v.v. điều này là sự tham gia chủ động của người hâm mộ thần tượng K-pop đối với các nhóm nhạc thần tượng. Người hâm mộ có những cách riêng để thể hiện thái độ và ý kiến của họ về các vấn đề liên quan đến hành động "không công bằng" của các công ty quản lý, nhiều trong tình huống họ thường xuất hiện để bảo vệ thần tượng khỏi việc bóc lột lao động từ các công ty do kết nối "gia đình" được xây dựng giữa họ và thần tượng.

### Điều kiện làm việc
Một số nhóm nhạc thần tượng Hàn Quốc và các nghệ sĩ solo đã phẫn nộ bởi hợp đồng do các công ty quản lý, cho rằng các hợp đồng dài 10 năm là "quá dài, quá hạn chế, và hầu như họ không có lại lợi nhuận gì từ thành công của chính họ". Một giám đốc của cơ quan giải trí Hàn Quốc DSP Media nói rằng công ty không chia sẻ lợi nhuận với những người biểu diễn, do thường thu về rất ít chi phí đã bỏ ra. Các công ty giải trí Hàn Quốc như SM Entertainment được gọi là "nhà máy" bởi phương pháp độc đáo của các ngôi sao được sản xuất hàng loạt. Các thành viên của các nhóm thường nghỉ hưu và được thay thế bằng những học viên mới khi tuổi tác hoặc khuynh hướng âm nhạc của họ có sự thu hút hơn. Dong Bang Shin Gi bất bình với S.M. do các điều kiện không hợp lý trong hợp đồng của họ với công ty trong năm 2009.

### Thương mại
Các công ty giải trí ở Hàn Quốc sử dụng hệ thống boot-camp để trau chuốt các thần tượng của họ. Trong trường hợp của SM Entertainment, công ty nhận được 300.000 ứng viên ở 9 quốc gia mỗi năm. Họ có cơ sở đào tạo tại Gangnam-gu ở Seoul, nơi tuyển dụng sau đó đào tạo trong nhiều năm cho kế hoạch ra mắt của họ. SM là hãng giải trí đầu tiên đưa ra thị trường "các ban nhạc như các thương hiệu", không chỉ quảng bá sản phẩm của các nghệ sĩ mà còn là quảng bá chính nghệ sĩ đó. Những kỹ thuật như vậy đã dẫn đến sự công nhận rộng rãi ở nước ngoài và đã giúp phát triển làn sóng Hàn Quốc, điều này mang lại lợi ích cho các công ty giải trí bằng cách mở rộng số lượng khán giả của họ bởi vì fandom trong nước thường không đủ để tạo ra lợi nhuận mà các công ty này và nghệ sĩ yêu cầu, xây dựng thương hiệu và tiếp thị nghệ sĩ / nhóm đã trở thành trung tâm của lợi nhuận ngành và do đó xác định là tính năng quan trọng của cách làm hiện nay.

### Thu nhập được báo cáo
Theo Cục Thuế Quốc gia Hàn Quốc, thu nhập trung bình hàng năm của một thần tượng Hàn Quốc trong năm 2013 là 46,74 triệu KR ₩ (42.000 USD). Con số này cao hơn gấp đôi con số năm 2010 là 26.97 triệu KR ₩ (25.275 USD), một sự gia tăng do sự lan rộng toàn cầu của Làn sóng Hàn Quốc trong những năm gần đây.
Một số thần tượng Hàn Quốc có thu nhập cao ngất ngưỡng, ví dụ như G-Dragon, nhận được thu nhập hàng năm hàng triệu đô la trong doanh thu album và buổi hòa nhạc. Vào ngày 25 tháng 6 năm 2015, chương trình "Midnight TV Entertainment" của đài SBS tiết lộ rằng G-Dragon kiếm được một khoản tiền bản quyền hàng năm là 7090 triệu KR (710.000 USD). Các thần tượng cũng có thể kiếm thu nhập từ chứng thực, hàng hóa, giao dịch tài trợ và quảng cáo của các công ty. Theo The Korea Herald, một khi một video âm nhạc K-pop thu hút hơn một triệu lượt xem, nó sẽ "tạo ra một doanh thu có ý nghĩa đủ lớn để chia lợi nhuận cho các thành viên của một nhóm nhạc K-pop."

### Công nhận
Các làn sóng Hàn Quốc đã dẫn đến sự gia tăng quan tâm trên toàn cầu đối với thần tượng Hàn Quốc, cùng với các khía cạnh khác của văn hóa Hàn Quốc bao gồm cả bộ phim Hàn Quốc và K-drama được xuất khẩu sang khắp thế giới.

### Sasaeng fans
- Bài chi tiết: Sasaeng fan

Một số thần tượng đã trải qua sự xâm phạm nghiêm trọng cuộc sống riêng tư từ những "người hâm mộ" ám ảnh như là kết quả của sự nghiệp của họ trong mắt công chúng. Sự xâm phạm bí mật cuộc sống riêng tư của thần tượng bao gồm rình rập, quay lén trong ký túc xá thần tượng, người hâm mộ tham dự các sự kiện cá nhân như đám cưới của thần tượng, thậm chí tấn công họ.

### Giới tính
Đã có những lời chỉ trích về bê bối tình dục của các thần tượng nữ và nam trong toàn ngành. Vấn đề càng trầm trọng hơn do sự cứng rắn trong xã hội Hàn Quốc hiện đại ngày càng cao. Ví dụ, theo một luận văn của MIT có tựa đề 'Cách K-pop phản chiếu vai trò giới tính', "hình ảnh của một người phụ nữ thụ động và phục tùng là nghệ sĩ trong xã hội Hàn Quốc không giống ai khác, khi phụ nữ Hàn Quốc thực sự không thụ động cũng không phục tùng tự nhiên". Các thần tượng Hàn Quốc thường được mô tả trong các video âm nhạc mặc quần áo hở hang và khiêu vũ khiêu khích, như một phần nỗ lực của các công ty để tiếp thị thần tượng theo nhiều cách.

#### Chủng tộc và Bản sắc Hàn Quốc
Điều đặc biệt phổ biến trong các video âm nhạc K-pop là phụ nữ không thuộc dân tộc Hàn Quốc trình diễn tình dục công khai hơn phụ nữ Hàn Quốc, đó là cách các hãng giải trí không xúc phạm ý nghĩ truyền thống của phụ nữ Hàn Quốc là 'thuần khiết'. Tìm kiếm thị hiếu khiêu dâm của đàn ông Hàn Quốc ở tuổi trung niên khiêu dâm bởi phụ nữ không phải người Hàn Quốc được xem thường xuyên hơn phụ nữ Hàn Quốc. Điều này là do nội dung khiêu dâm được xem là suy đồi và việc kết hợp phụ nữ Hàn Quốc với điều đó sẽ gây ảnh hưởng hình ảnh được xây dựng cẩn thận của họ.

### Biểu tượng của K-pop
Khác với âm nhạc thần tượng ở các nơi khác trên thế giới, nhạc pop của thần tượng Hàn Quốc về cơ bản thống trị thể loại âm nhạc của nước này, tạo thành một quyền lực độc quyền giống như một doanh nghiệp chủ đạo trên thị trường nội địa của nó. Trước hết là do số lượng lớn thanh thiếu niên sẵn sàng trở thành thần tượng, có hơn 100 nhóm được ra mắt trong khoảng 10 năm. Ngoài ra, ở Hàn Quốc, các nhóm nhạc thần tượng có nền tảng độc quyền khi quảng bá âm nhạc của họ: các chương trình âm nhạc trên TV như Inkigayo hoặc Music Bank, cũng như các chương trình giải trí và chương trình thực tế khác nhau được thiết kế riêng cho một nhóm nhạc thần tượng duy nhất. Không thể phủ nhận rằng sự hiện diện của thần tượng trong văn hóa Hàn Quốc là áp đảo. Như Lee đã nói, đó có lẽ là lý do tại sao trong hầu hết các trường hợp, họ là những người chịu trách nhiệm đưa cả hai mặt sáng và tối của K-pop và trung tâm hệ thống văn hóa của nó ra quan điểm quốc tế.

## Thần tượng ảo Hàn Quốc
SeeU (Hangul: 시유; Romaja: Siyu) là một ca sĩ ảo Hàn Quốc đầu tiên được tạo ra cho phần mềm Vocaloid 3 của SBS A & T (trước đây là SBS Artech) và là giọng hát duy nhất của Hàn Quốc được phát hành cho điều đó phiên bản của phần mềm. Cũng như một giọng hát Hàn Quốc, cô sở hữu một giọng hát tiếng Nhật. Người cung cấp giọng cho cô là Kim Daehee từ ban nhạc GLAM. Vào ngày 18 tháng 7 năm 2012, một quản trị viên của SBS Artech đã đăng một poster để giới thiệu buổi biểu diễn hologram đầu tiên của SeeU trên một chương trình âm nhạc Hàn Quốc có tên 인기 (Inkigayo), được phát sóng bởi SBS. SeeU sẽ biểu diễn với nhà cung cấp giọng nói của cô, Dahee, cũng như các thành viên khác trong nhóm của Dahee, GLAM. Sự kiện này được sản xuất bởi SBS. SeeU được thiết kế bởi một nhà thiết kế 3D trên crecrew, người có tên là 처리 (ChuhRi). Chương trình sẽ được phát sóng ra công chúng vào ngày 22 tháng 7 năm 2012. Vào ngày 6 tháng 6 năm 2011, một bản demo có tên I = Fantasy được sản xuất bởi Bang Shi Hyuk (còn gọi là Hitman Bang), đã được giới thiệu trong thông báo VOCALOID3. Vào ngày 30 tháng 8, tên và ngoại hình của cô đã được tiết lộ.   Đơn đặt hàng trước cho SeeU diễn ra vào ngày 14 tháng 10 năm 2011 và một cộng đồng có tên CreCrew đã được mở. Cô được phát hành vào ngày 21 cùng tháng, cùng ngày mà Vocaloid 3 được phát hành, khiến cô trở thành một trong 4 sản phẩm đầu tiên được phát hành cho động cơ cùng với V3 Megpoid, VY1 v3 và Mew. Tại Nhật Bản, SeeU được phát hành vào ngày 16 tháng 12 năm 2011. Doanh số phần mềm của cô tại Nhật Bản đã kết thúc vào ngày 1 tháng 3 năm 2013. Trong một cuộc phỏng vấn với người quản lý của SBS A & T là Kim Hyo Eun, người ta nói rằng tên của SeeU đã xuất hiện trong tâm trí sau khi nghĩ về một dòng từ bộ phim năm 2009, Avatar. Dòng "I See You" xuất hiện trong tâm trí cô và trở thành nguồn cảm hứng cho 'SeeU'. Theo SBS, đây chỉ là một trong vài ý nghĩa của tên cô ấy.

## Nghệ sĩ và nhóm nhạc K-pop
- Danh sách nghệ sĩ K-pop hoạt động cá nhân
- Danh sách nhóm nhạc thần tượng Hàn Quốc
- Nghệ sĩ Kpop có thể coi là cá nhân